# Beloniscus albipustulatus
Beloniscus albipustulatus is een hooiwagen uit de familie Beloniscidae. De wetenschappelijke naam van Beloniscus albipustulatus gaat terug op Roewer.